# Pawel Wassiljewitsch Abrossimow

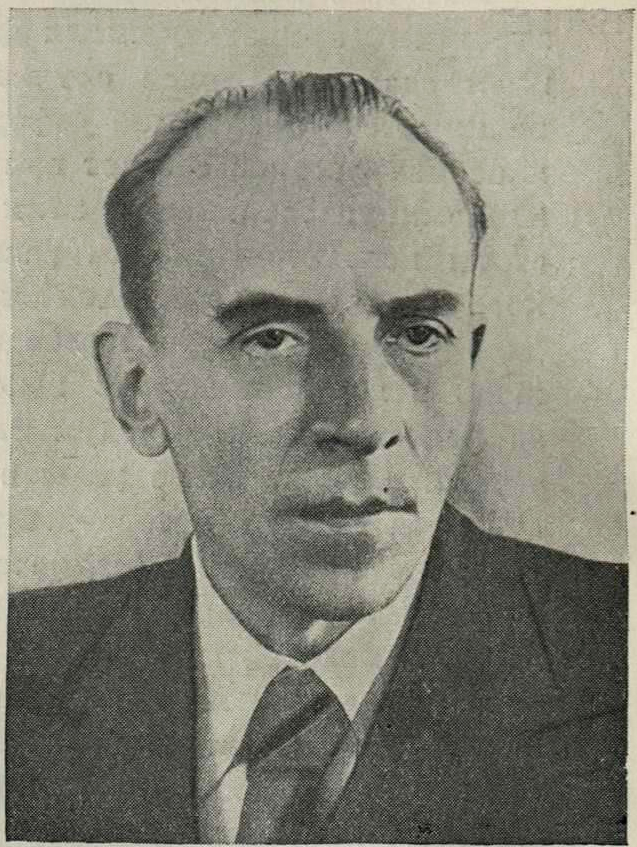
Pawel Abrossimow

Pawel Wassiljewitsch Abrossimow (russisch Павел Васильевич Абросимов, wiss. Transliteration Pavel Vasil'ewič Abrosimov; * 14. Dezemberjul. / 27. Dezember 1900greg. in Korennaja Pustyn, Oblast Kursk; † 21. März 1961 in Moskau) war ein sowjetischer Architekt. Während sein Frühwerk dem Postkonstruktivismus zugeschrieben wird, wandte er sich Anfang der 1930er-Jahre dem sozialistischen Klassizismus zu.

## Leben
Pawel Abrossimow wurde 1900 in der Oblast Kursk geboren.
Er studierte von 1921 bis 1923 Kunst am Polytechnischen Institut in Baku. Von 1923 bis 1928 studierte er Architektur an der Akademie der Künste in Leningrad bei Andrei Belogrud, Leonti Benois, Iwan Fomin, Wladimir Schtschuko, W. Gelfreich, S. Serafim.
Er arbeitete bis 1933 beim Lensoweta in der Werkstatt von G. Simonow. In dieser Zeit entwarf er mehrere Wohnanlagen und Gebäude mit den Architekten G. Simonow, A. Hryakowym und anderen. Nach dieser Zeit wendete er sich dem sozialistischen Klassizismus zu.
Abrossimow starb 1961 und wurde auf dem Nowodewitschi-Friedhof (Parzelle 8) begraben.

## Bauwerke (Auswahl)

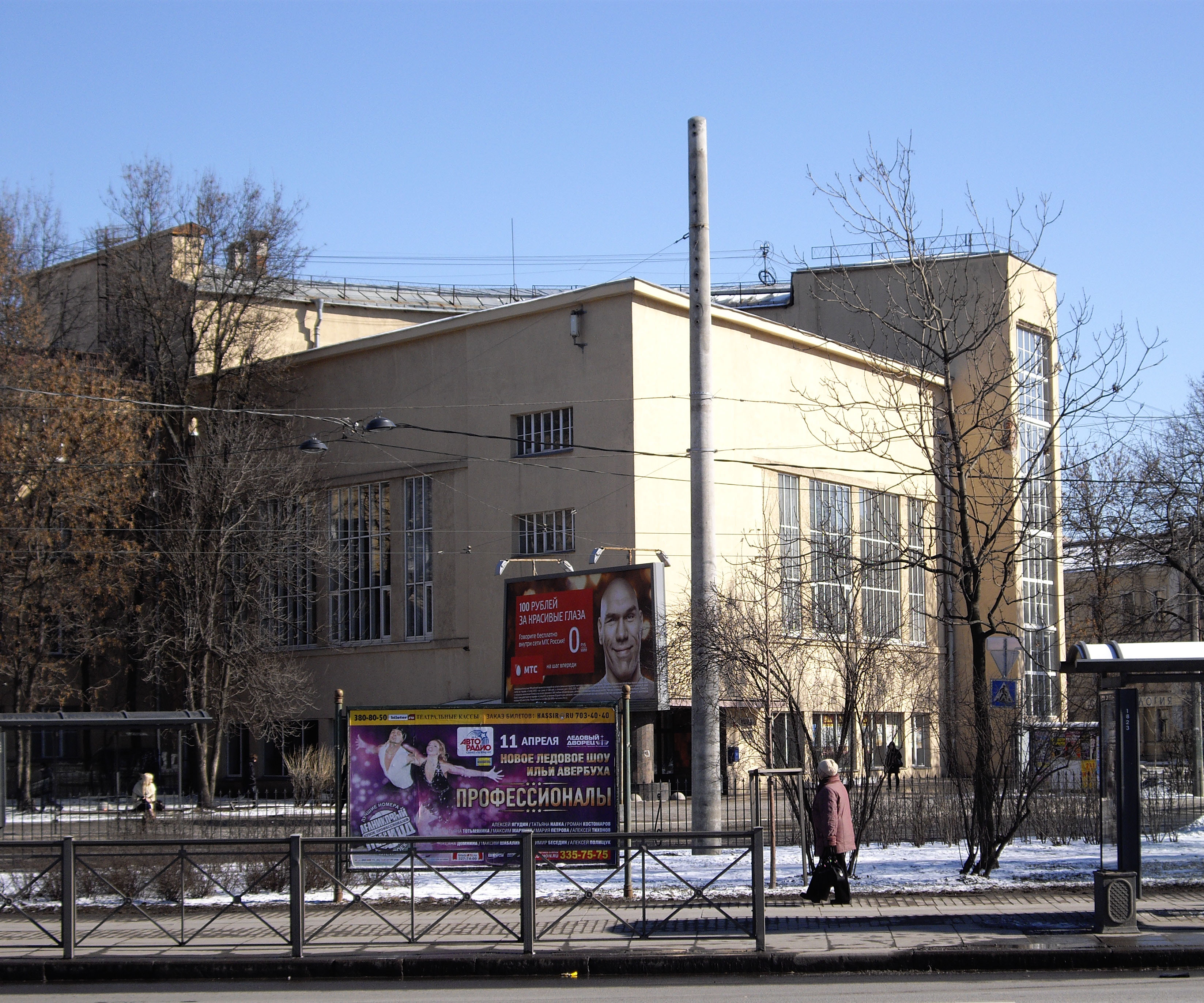
Ehemaliges Institut für Kommunikation (Sankt Petersburg)

- Ehemaliges Institut für Kommunikation (Sankt Petersburg)1930  mit Arkadi Arkin, W. Melkomowoi: 1930 Stadion in Baku (1. Preis)
- 1931 mit L. Poyakow, A. Hryakowym: Hüttenwerk im Kusezker Becken
- 1931–33 Beteiligung am Bau der All-russischen Gesellschaft der politisch Gefangenen der vorrevolutionären Zeit

- 1932 entworfen, 1933–35 gebaut; mit G. Simonow: Institut für Kommunikation
- 1933 Wettbewerbsentwurf für den Palast der Sowjets
- 1933 Wettbewerbsentwurf für das Narkomtiaschprom
- 1949–53 Beteiligung am Bau der Moskauer Staatsuniversität auf den Leninbergen (zusammen mit Sergei Tschernyschow, Lew Rudnew, Alexander Chrjakow und Wsewolod Nassonow)

## Auszeichnung
- 1949 Stalinpreis
- Zwei Orden des Roten Banners der Arbeit